# Tetranychus malvae
Tetranychus malvae är en spindeldjursart som beskrevs av Ma och Gao 1989. Tetranychus malvae ingår i släktet Tetranychus och familjen Tetranychidae. Inga underarter finns listade i Catalogue of Life.